# 瓜達爾費奧河

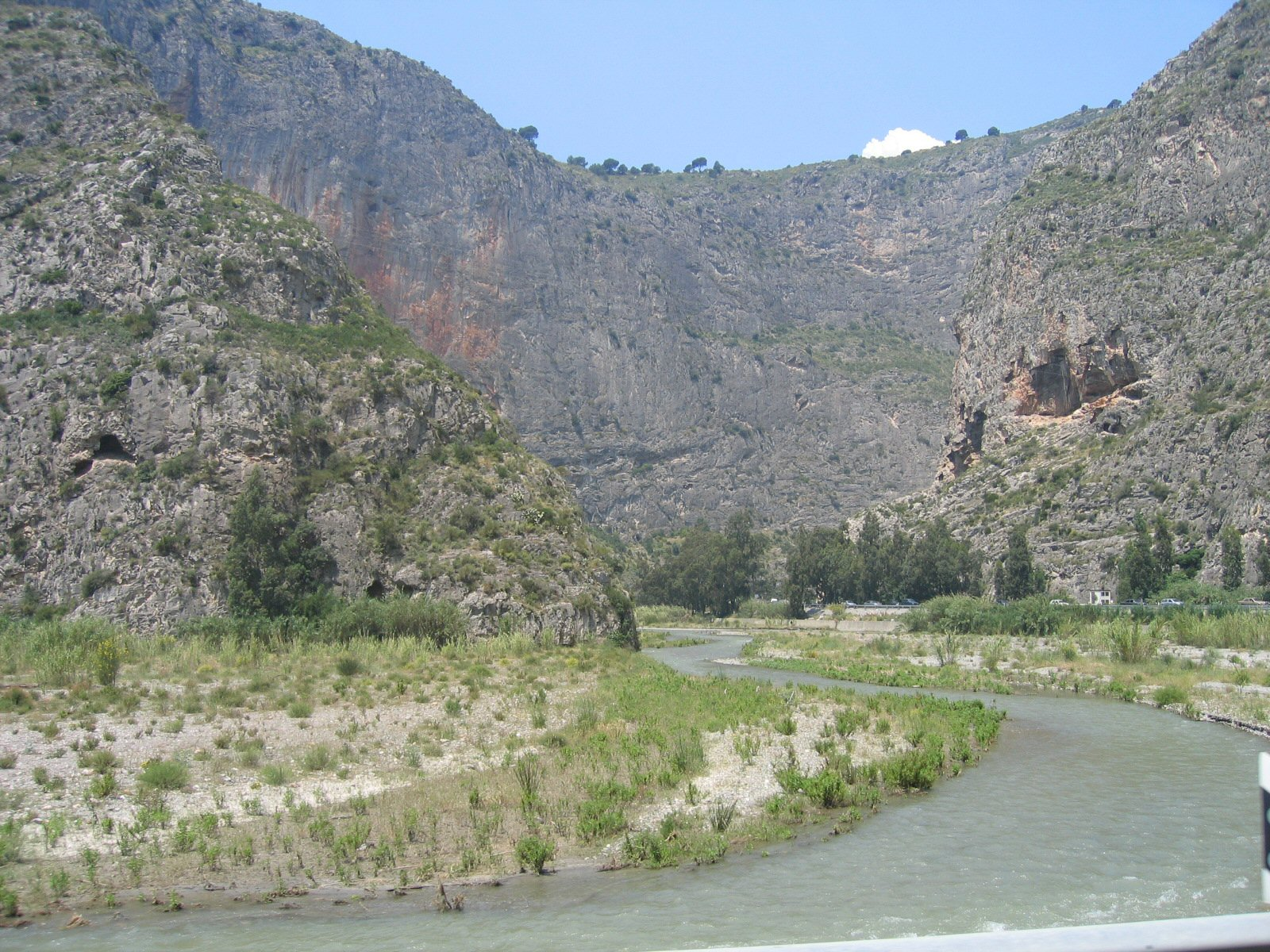
瓜達爾費奧河

瓜達爾費奧河（西班牙語：Río Guadalfeo）是西班牙的河流，位於格拉納達省，發源自貝爾丘萊斯附近，最終在薩洛夫雷尼亞和莫特里爾之間注入地中海，河道全長71公里，流域面積1,150平方公里，平均流量每秒6.65立方米。

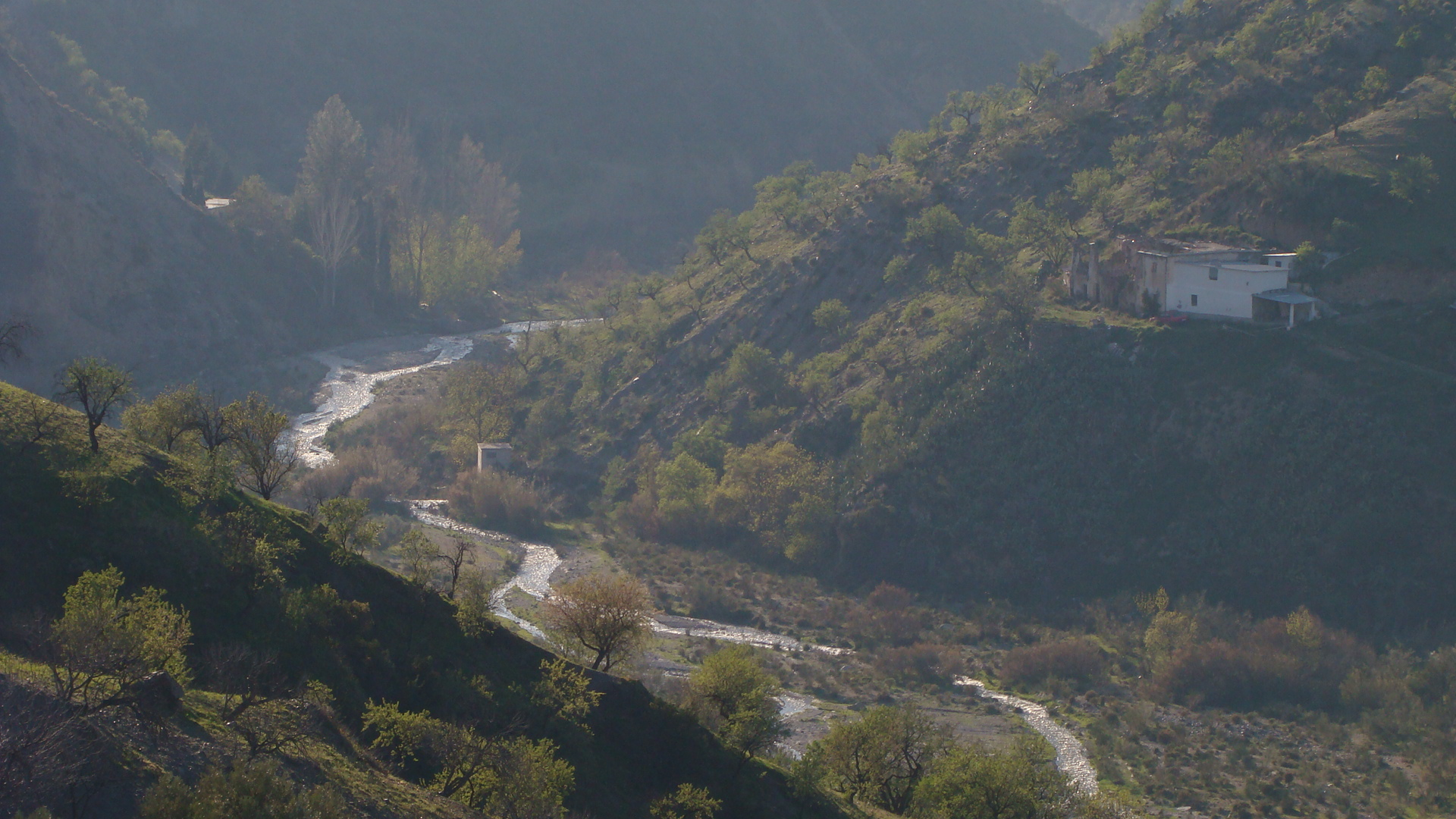
俯瞰瓜達爾費奧河
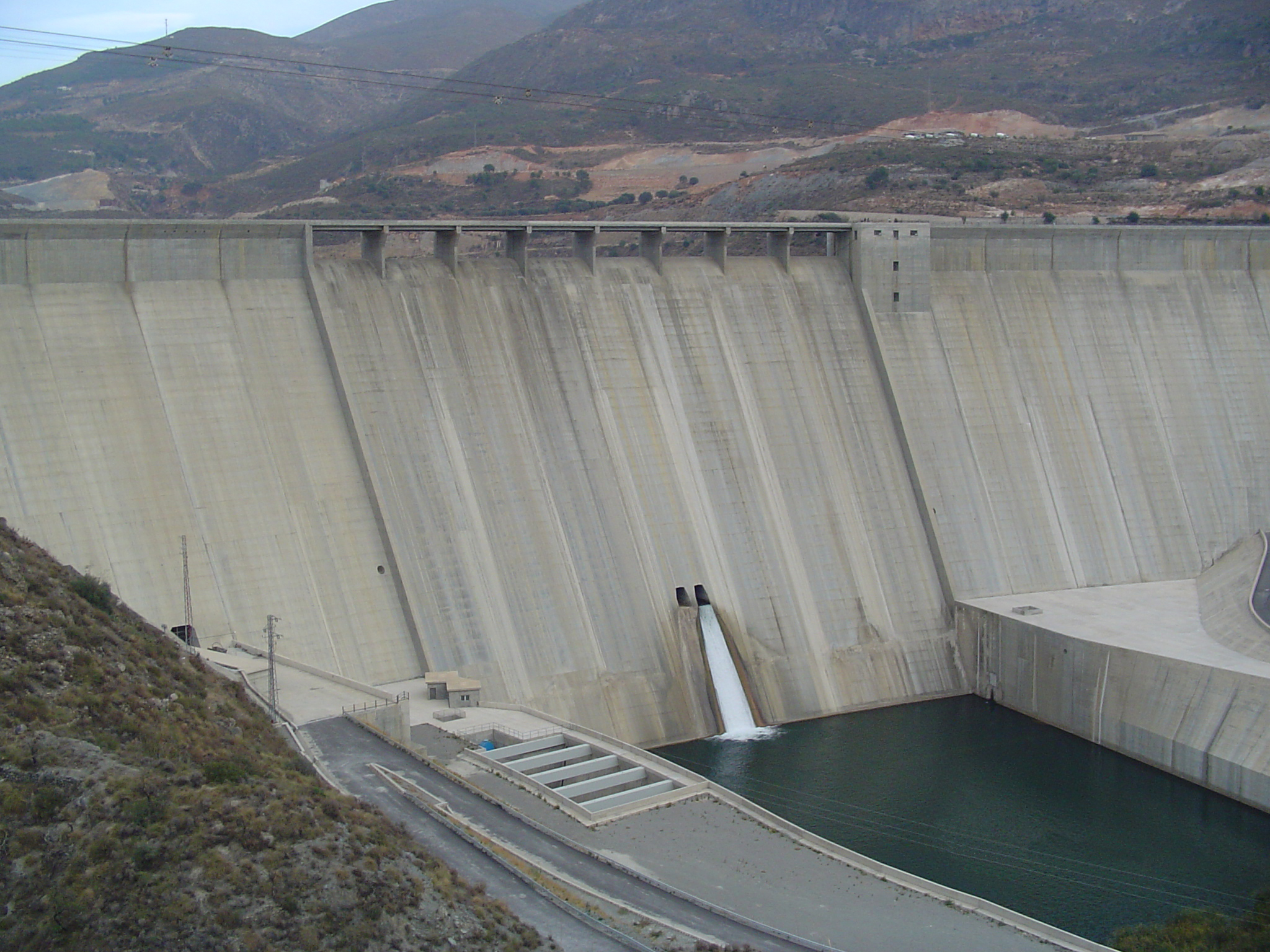
河上的水壩